# Sovia priepasť
Sovia priepasť – jaskinia krasowa w Krasie Słowacko-Węgierskim na Słowacji.

## Położenie
Znajduje się na wschodnim skraju Płaskowyżu Pleszywskiego (słow. Plešivská planina), powyżej Jaskini Brzotínskiej (dziś: Starej Jaskini Brzotínskiej). Wylot jaskini znajduje się na wysokości 618 m n.p.m. w ścianie wielkiego leja krasowego.

## Geologia, morfologia
Jaskinia typu zapadliskowego, wytworzona jest w wapieniach triasowych, zaliczanych do płaszczowiny silickiej. Duży wylot (8x7 m) daje dostęp do pionowej studni o głębokości 10 m.

## Ochrona przyrody
Jaskinia leży na terenie Parku Narodowego Krasu Słowackiego.

## Turystyka
Jaskinia leży poza znakowanymi szlakami turystycznymi i nie jest dostępna do zwiedzania.